# Antoniu Buci
Antoniu Buci (Cluj-Napoca, 21 de enero de 1990) es un deportista rumano que compitió en halterofilia.
Ganó dos medallas de plata en el Campeonato Europeo de Halterofilia, en los años 2010 y 2011. Participó en los Juegos Olímpicos de Pekín 2008, ocupando el cuarto lugar en la categoría de 62 kg.

## Palmarés internacional
| Campeonato Europeo | Campeonato Europeo  | Campeonato Europeo | Campeonato Europeo |
| Año                | Lugar               | Medalla            | Categoría          |
| ------------------ | ------------------- | ------------------ | ------------------ |
| 2010               | Minsk (Bielorrusia) | Medalla de plata   | 62 kg              |
| 2011               | Kazán (Rusia)       | Medalla de plata   | 62 kg              |